# Jacques Mayoux
Pour la commune, voir Mayoux.
Jacques Mayoux, né le 18 juillet 1924 à Paris et mort le 2 avril 2017 à Neuilly-sur-Seine,,, est un haut fonctionnaire et banquier d'affaires français.

## Biographie

### Jeunesse et études
Diplômé de l'École des hautes études commerciales de Paris, Jacques Mayoux étudie également à l'École libre des sciences politiques. Il est licencié en droit et lettres. Il est admis à l'École nationale d'administration (France) en 1951, dans la promotion Europe la même que le futur président de la république Valéry Giscard d'Estaing. 

### Parcours professionnel
Jacques Mayoux est major de sa promotion et devient Inspecteur des finances (IF 1952).
Directeur général du Crédit Agricole de 1963 à 1975, il en fait le premier groupe bancaire en France et en Europe. Au Crédit Agricole il refuse plusieurs postes : en 1971 la présidence de la Banque nationale de Paris (BNP) et en 1975 la présidence de la Société Nationale Industrielle Aérospatiale (SNIAS). Il est limogé par le ministère de tutelle en 1975, réintégré au corps des fonctionnaires il réalise diverses missions.
En 1978, le Gouvernement Raymond Barre a nationalisé la sidérurgie Sacilor. Son patron Pierre Célier est remplacé par Jacques Mayoux qui en devient président directeur général de 1978 à 1982,. Il ne parvient pas à redresser la société, la sidérurgie européenne dans son ensemble étant en crise.
Président de la Société Générale de 1982 à 1986.
En septembre 1987, la commission européenne le charge (avec Hans Friderichs et Umberto Colombo) d'une mission liée au futur de la sidérurgie dans la communauté européenne.
En 1989, il est démarché directement par le président de la banque Américaine Goldman Sachs qui souhaite le rencontrer et est ainsi nommé vice-président de Goldman Sachs Europe. La banque depuis 1987 cherche à s'implanter en Europe. Jaques Mayoux apporte une première affaire, la vente du fabricant de papier Aussedat-Rey à l'International Paper Company. En 2004, il est remplacé par Charles de Croisset, ancien président directeur général du Crédit commercial de France.
Il a écrit une préface pour l'ouvrage Espèces de banquiers (1993) de François-Xavier de Fournas.

### Parcours professoral
Jacques Mayoux enseigne à l'Institut d'études politiques de Paris de 1964 à 1972.

## Auteur
- La politique du logement vue de Saint-Étienne : mémoire de stage, ENA (Section économique et financière), décembre 1949, 43 p.
- L'économie Européenne (les communautés économiques européennes), Paris, Les Cours de droit, 1965 (BNF 33095075)